# Ollie Johnston
Oliver Martin Johnston Jr., meglio conosciuto come Ollie (Palo Alto, 31 ottobre 1912 – Sequim, 14 aprile 2008), è stato un animatore statunitense.

## Biografia
Oliver Martin Johnston nacque a Palo Alto, nel 1912, figlio di Oliver Johnston, professore all'Università di Stanford, e Florence Johnston e aveva due sorelle maggiori: Winifred e Florence. Frequentò prima la Palo Alto High School e poi l'Università di Stanford, dove conobbe Frank Thomas, con il quale iniziò a collaborare pubblicando delle storielle mensili sulla rivista umoristica dell'Università, la Stanford Chaparral. Dopo l'università si iscrisse, seguendo le orme di Thomas, al Chouinard Art Institute, avendo come insegnanti Don Graham e Pruett Carter. Il primo consigliò a Johnston di provare a lavorare alla Disney. Johnston ascoltò il consiglio e il 21 gennaio 1935 venne assunto.
Inizialmente impiegato per pulire i disegni, il 23 marzo 1936 divenne l'assistente dell'animatore Fred Moore. Con questo ruolo partecipò a Biancaneve e i sette nani, nel 1937. Qui dovette cercare di far assomigliare i vari nani in tutte le scene, dato che essi erano disegnati sia da Moore che da Bill Tytla. Poi Johnston venne incaricato di disegnare il personaggio di Pinocchio nell'omonimo film e la Sinfonia n. 6 "Pastorale" in Fantasia.
Nel 1943 sposò Marie Worthey, un'altra impiegata del Cartoon Studio della Walt Disney Productions.
Dopo molti altri lavori alla Disney, Ollie Johnston si ritirò (assieme a Frank Thomas) nel 1978 e scrisse vari saggi sull'animazione.
In occasione del Salone Internazionale dei Comics di Lucca, tra ottobre e novembre, nel 1992, lui e Frank Thomas furono invitati in Italia assieme a Greg Crosby, Bob Foster e Daan Jippes nella Scuola Disney di Giovan Battista Carpi per insegnare come disegnare i personaggi Disney.
Ollie Martin Johnston morì a Sequim il 14 aprile 2008, e fu l'ultimo dei Nine Old Men a morire.

## Filmografia (parziale)

### Animatore
- Pinocchio (1940)
- Fantasia (1940)
- Bambi (1942)
- How to Play Baseball (1942)
- Victory Through Power (1943)
- Reason and Emotion (1943)
- Questione di psicologia (1943)
- The Pelican and the Snipe (1944)
- I tre caballeros (1944)
- Musica maestro (1946)
- I racconti dello zio Tom (1946)
- Lo scrigno delle sette perle (1948)
- Le avventure di Ichabod e Mr. Toad (1949)
- Cenerentola (1950)
- Alice nel Paese delle Meraviglie (1951)
- Susi, la piccola coupé blu (1952)
- Le avventure di Peter Pan (1953)
- Il mio amico Beniamino (1953)
- Little Toot (1954)
- Lilli e il vagabondo (1955)
- La bella addormentata nel bosco (1959)
- La carica dei cento e uno (1961)
- La spada nella roccia (1963)
- Mary Poppins (1964)
- Il libro della giungla (1967)
- Troppo vento per Winny-Puh (1968)
- Gli Aristogatti (1970)
- Robin Hood (1973)
- Tigro e Winny Puh a tu per tu (1974)
- The Madcap Adventures of Mr. Toad (1975)
- Le avventure di Winnie the Pooh (1977)
- Le avventure di Bianca e Bernie (1977)
- Red e Toby nemiciamici (1981)

## Premi vinti
- Windsor McCay Award (1980)
- Golden Award (1986)
- Premio Yellow Kid (1992)
- Gran Prix Special des Amériques (1995)
- Lifetime Achievement in Animation (2001)